# 花香蒲属
花香蒲属是泽泻目的一属，记载于1858年。   花香蒲属以前计入水麦冬科，但现在被认为归属于本科的花香蒲科下。   它只包含一种已知的澳大利亚特有的（ 昆士兰州和新南威尔士州 ）物种， Maundia triglochinoides 。
该物种被列为脆弱物种。 